# اینتر رائو
اینتر رائو (به انگلیسی: Inter RAO) شرکت برق روسی است، که دفتر مرکزی آن در شهر مسکو قرار دارد. این شرکت در زمینه تولید برق، بازرگانی انرژی، همچنین مهندسی، طراحی و توسعه زیرساخت‌های الکتریکی فعالیت می‌کند.
شرکت اینتر رائو علاوه بر فعالیت در بازار داخلی روسیه، کنترل چندین شرکت انرژی در خارج از روسیه را در دست داشته، همچنین دارایی‌های زیادی نیز در خارج از روسیه دارد.
این دارایی‌ها شامل چندین نیروگاه حرارتی و آبی، شبکه توزیع برق و چندین اپراتور انرژی الکتریکی و چند شرکت بازرگانی انرژی می‌باشد. شرکت اینتر رائو صادرات و واردات برق در روسیه را در انحصار خود دارد.